# Pelle politibil går i vannet
Pelle Politibil går i vannet er en norsk animationsfilm som havde premiere 8. januar 2010. Den blev instrueret af Rasmus A. Sivertsen, som blandt andet også har instrueret Kurt blir grusom. Arthur Johansen, som sammen med flere skrev manuskriptet til Pelle Politibil fra 2002, har også skrevet manuskriptet til opfølgeren.

## Medvirkende
- Robert Stoltenberg som Pelle Politibil
- Pernille Sørensen som Oda Oter og Kronprinsessen
- Gard B. Eidsvold som Onkel Richard
- Bjørn Sundquist som Politimesteren
- Fredrik Steen som Brødrene Grevling og Otto Oter
- Eldar Vågan som Bilmekanikeren
- Arne Scheie som Sportskommentatoren
- Jon Todal Sæbø som Barn